# Miszkowice
Miszkowice (Duits: Michelsdorf) is een dorp in de Poolse woiwodschap Neder-Silezië. De plaats maakt deel uit van de gemeente Lubawka.